# Safari (film 1956)
Safari è un film britannico del 1956 diretto da Terence Young. Basato sulla ribellione Mau-Mau in Kenya all'inizio degli anni '50.

## Trama
Nel Kenya britannico, il cacciatore Ken Duffield, organizzatore di safari, trova la propria famiglia sterminata in uno degli episodi terroristici del movimento anticoloniale dei Mau-Mau, e viene a sapere, in particolare, che l'assassinio del proprio figlioletto è stata opera di Jeroge, uno dei suoi servitori considerato fino ad allora fra i più fedeli, ma rivelatosi quindi come uno dei capi dei Mau-Mau.
Duffield, per quanto scoraggiato dalle autorità, si ripromette di vendicarsi ad ogni costo, e a tal fine prende parte ad un safari organizzato da sir Vincent Brampton, un aristocratico e spocchioso magnate britannico, che ha motivi propri per rintracciare ed uccidere un particolare esemplare di leone, ben conosciuto nella zona col nome di Hatari (swahili per "pericolo").
Nel corso degli avvenimenti, mentre sir Brampton muore a seguito di un concorso di cause, equalmente suddivise fra Hatari e i guerriglieri indipendendisti, alla fine Duffield, per quanto ferito da Jeroge, riesce ad ucciderlo e ad estinguere in tal modo il proprio desiderio di vendetta. 